# Otto Hofer
Otto Josef Hofer (28 juni 1944) is een voormalig Zwitsers ruiter, die gespecialiseerd was in dressuur. Hofer behaalde tijdens de Olympische Zomerspelen 1984 de zilveren medaille in de landenwedstrijd en de bronzen medaille individueel. Vier jaar later tijdens de  Olympische Zomerspelen 1988 won Hofer wederom de zilveren medaille in de landenwedstrijd maar moest individueel genoegen nemen met de zevende plaats. Bij Hofer zijn derde olympische optreden in Barcelona behaalde hij een zesde plaats in de landenwedstrijd en een veertiende plaats individueel.

## Resultaten
- Olympische Zomerspelen 1984 in Los Angeles  landenwedstrijd dressuur met Limandus
- Olympische Zomerspelen 1984 in Los Angeles  individueel dressuur met Limandus
- Olympische Zomerspelen 1988 in Seoel  landenwedstrijd dressuur met Andiamo
- Olympische Zomerspelen 1988 in Seoel 7e individueel dressuur met Andiamo
- Olympische Zomerspelen 1992 in Barcelona 6e landenwedstrijd dressuur met Renzo
- Olympische Zomerspelen 1992 in Barcelona 14e individueel dressuur met Renzo